# Sport Club Suzzara 1946-1947
Questa voce raccoglie le informazioni riguardanti lo Sport Club Suzzara nelle competizioni ufficiali della stagione 1946-1947.

## Rosa
| N. |                   | Ruolo | Calciatore          |
| -- | ----------------- | ----- | ------------------- |
|    | Italia (bandiera) | C     | Federico Allasio    |
|    | Italia (bandiera) | A     | Roberto Beghi       |
|    | Italia (bandiera) | A     | Renato Bertolini    |
|    | Italia (bandiera) | C     | Ermelindo Bonilauri |
|    | Italia (bandiera) | C     | Ido Catelli         |
|    | Italia (bandiera) | P     | Renato Catuzzi      |
|    | Italia (bandiera) | A     | Mario Cordioli      |
|    | Italia (bandiera) | A     | Gino Corradini      |
|    | Italia (bandiera) | A     | Alberto De Negri    |
|    | Italia (bandiera) | C     | Spartaco Griffith   |

| N. |                   | Ruolo | Calciatore         |
| -- | ----------------- | ----- | ------------------ |
|    | Italia (bandiera) | C     | Alido Grisanti     |
|    | Italia (bandiera) | A     | G. Leoni           |
|    | Italia (bandiera) | C     | Antenore Marmiroli |
|    | Italia (bandiera) | C     | M. Mazzola         |
|    | Italia (bandiera) | D     | Adile Montanari    |
|    | Italia (bandiera) | D     | Ugo Mora           |
|    | Italia (bandiera) | D     | Pavoni             |
|    | Italia (bandiera) | D     | Enus Ricchi        |
|    | Italia (bandiera) | A     | Dario Rizzoni      |
|    | Italia (bandiera) | C     | Mario Zecchi       |